# Landgericht Pfaffenhofen
Das Landgericht Pfaffenhofen war ein von 1803 bis 1879 bestehendes bayerisches Landgericht älterer Ordnung mit Sitz in Pfaffenhofen an der Ilm im heutigen Landkreis Pfaffenhofen an der Ilm. Die Landgerichte waren im Königreich Bayern Gerichts- und Verwaltungsbehörden, die 1862 in administrativer Hinsicht von den Bezirksämtern und 1879 in juristischer Hinsicht von den Amtsgerichten abgelöst wurden.

## Geschichte
Das Landgericht Pfaffenhofen und das Pfleggericht Wolnzach bestanden bereits seit dem Mittelalter. 1803 wurde im Verlauf der Verwaltungsneugliederung Bayerns das Landgericht Pfaffenhofen errichtet. Es gehörte zum Isarkreis, der 1838 in Oberbayern umbenannt wurde. 
Zum 1. Oktober 1812 trat das Landgericht Pfaffenhofen den Steuerdistrikt Hohenwart an das Landgericht Schrobenhausen ab. 1838 gab es weitere sechs Steuerdistrikte (Adelshausen, Freinhausen, Hohenried, Pobenhausen, Waidhofen und Weichenried) an den Nachbarn ab.
Von 1857 bis 1862 gehörte das Landgericht Pfaffenhofen zum Bezirksgericht Aichach und anschließend bis 1879 zum Bezirksgericht Freising.
Aus 27 Gemeinden des Landgerichts Pfaffenhofen, nämlich Burgstall, Fahlenbach, Gaden bei Geisenfeld, Gambach, Gebrontshausen, Geisenfeld, Geisenfeldwinden, Gosseltshausen, Gotteshofen, Haushausen, Hög, Königsfeld, Langenbruck, Niederlauterbach, Nötting, Oberlauterbach, Parleiten, Pörnbach, Puch, Raitbach, Rohrbach, Rottenegg, Untermettenbach, Unterpindhart, Winden am Aign, Wolnzach und Zell wurde 1862 zusammen mit Gemeinden des Landgerichts Ingolstadt das Landgericht Geisenfeld gegründet. Zeitgleich entstand das Bezirksamt Pfaffenhofen.
Nach der Reichsgründung 1871 wurde im Zuge der Justizvereinheitlichung durch die Reichsjustizgesetze 1879 das Landgericht aufgelöst. An seine Stelle trat das heutige Gericht mit dem Namen Amtsgericht Pfaffenhofen an der Ilm (bis 1918: „Königlich-Bayerisches Amtsgericht Pfaffenhofen an der Ilm“).